# Kiss Me (Olly Murs)
Kiss Me is een nummer van de Britse zanger Olly Murs uit 2015. Het is de vijfde en laatste single van zijn vierde studioalbum Never Been Better en verscheen op de deluxe editie van dat album.
Volgens Murs is "Kiss Me" het "meest sexy" nummer dat hij tot nu toe heeft opgenomen. Het nummer leverde hem vooral in thuisland het Verenigd Koninkrijk een grote hit op, waar het de 11e positie pakte. In Nederland deed de plaat niets in de hitlijsten, terwijl het in Vlaanderen een 43e positie in de Tipparade pakte.